# 沼宮内バイパス
沼宮内バイパス（ぬまくないバイパス）は、国道4号および国道281号のバイパス道路である。

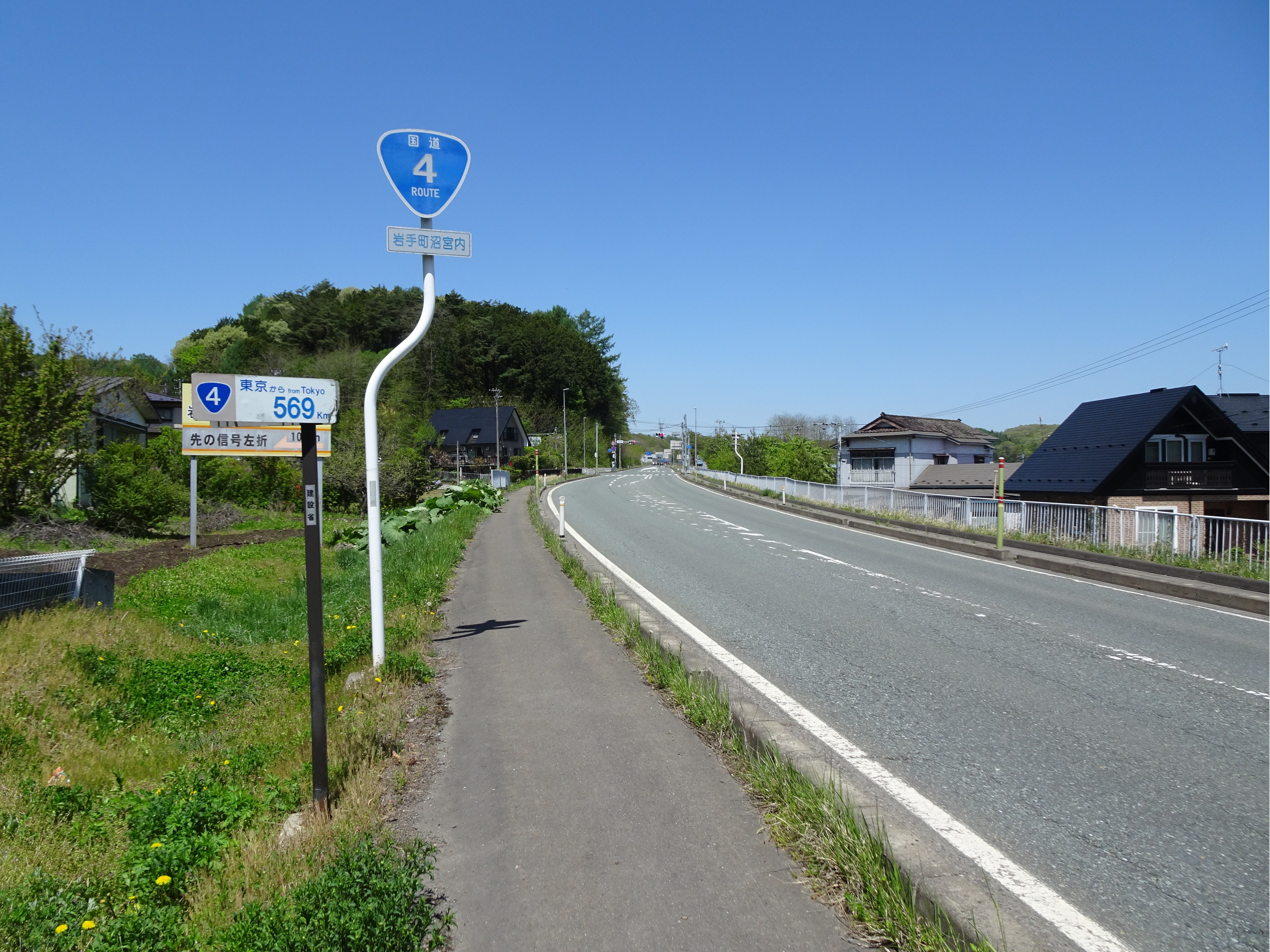
岩手県岩手郡岩手町五日市第１２地割付近

## 概要
岩手町中心部における4号のバイパス道路としては割合古く、4号側は1974年に開通している。なお281号側の開通は1985年開通。これにより旧ルート国道の認定を解除され、岩手県道17号岩手平舘線および町道になっている。

### 路線データ

#### 国道4号
- 起点：岩手県岩手郡岩手町沼宮内（南口）[1]
- 終点：岩手県岩手郡岩手町沼宮内（北口、国道281号との分岐手前）

#### 国道281号
- 起点：岩手町沼宮内字民部田（沼宮内北口丁字路、国道4号との交点）
- 終点：岩手町大坊字城山（岩手県道17号岩手平舘線との交点）

## 路線状況
片側1車線、全面アスファルト舗装。古い基準で建設されたため右折車線がない場所や歩道の狭い箇所が多かったが、近年は右折車線新設や歩道の拡幅が進められている。なお、国道281号は途中に沼宮内城跡の地下を通る「城山トンネル」があり、国道4号バイパスと併せて岩手町中心部の混雑を避ける環状道路として機能している。
路線バスは岩手町役場行き等の一部便を除きすべて旧道経由（盛岡と久慈を結ぶJRバス東北「白樺号」も含む）。

## 地理

### 交差する道路
- 岩手県道17号岩手平舘線（岩手町沼宮内・久保口交差点）